# ヴィーナスブリッジ

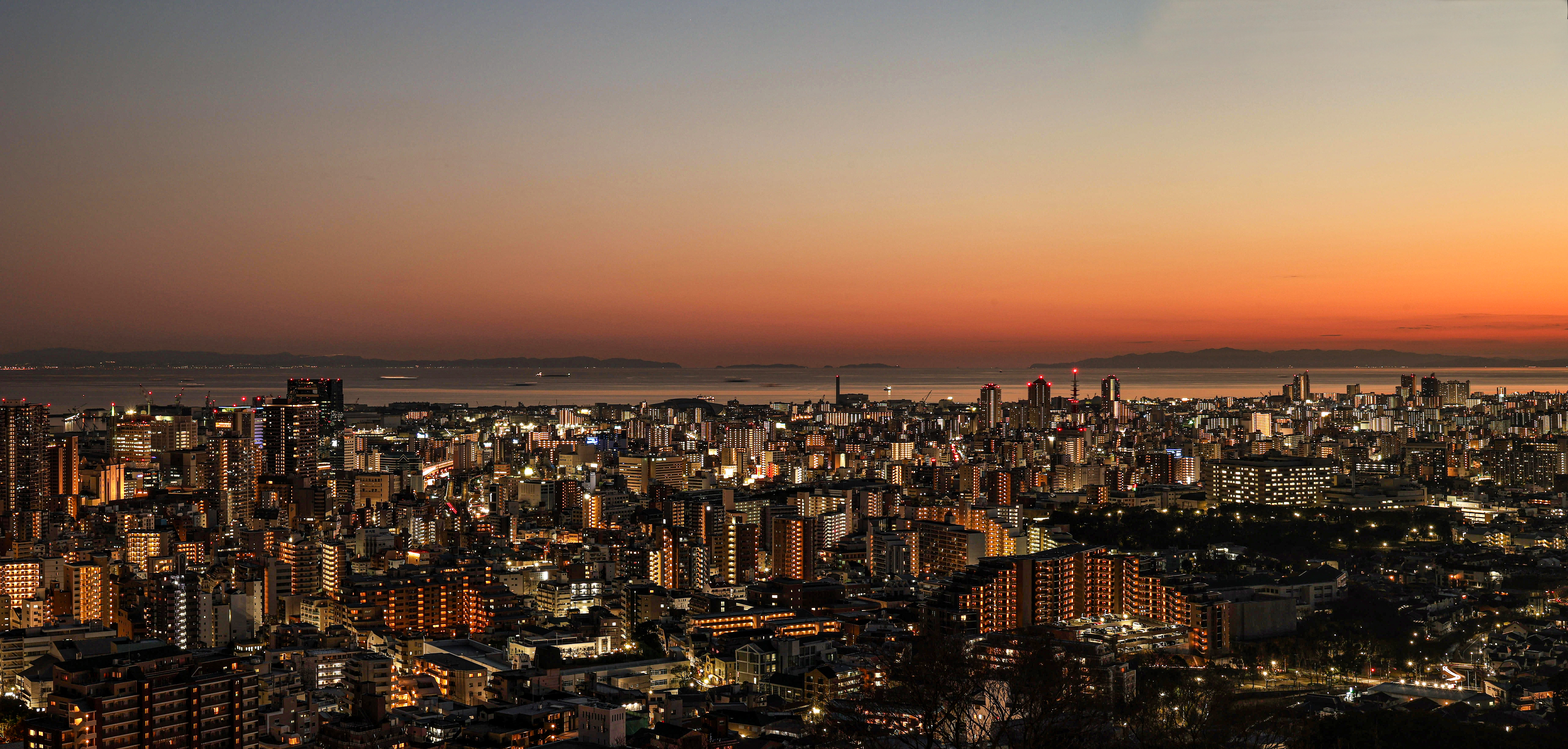
ヴィーナステラスからの夕景。遠くは紀淡海峡が見える。

ヴィーナスブリッジは、兵庫県神戸市中央区にある螺旋橋。1971年に完成した。なお銘板や案内には「ビーナスブリッジ」と記載されている。

## 概要
元町の北、北野町の西にある金星台と諏訪山展望台を結ぶ90mの、8の字型螺旋橋である。神戸の街と港が間近に望めることで橋そのものが展望施設として利用されており、神戸屈指の夜景スポットになっている。
名称の由来は1874年にフランス人ヤンセンらの天体観測隊が諏訪山公園内の展望台で金星（ヴィーナス）の太陽面通過の観測を行ったことに由来する（それ以来、その展望台は「金星台」と呼ばれている）。
ヴィーナス（愛の女神）に因む南京錠伝説、「好きな人とここを訪れ一緒に鍵をかけると結ばれる」を信じるカップルにより、かつては橋の欄干等に南京錠がびっしりと取り付けられ、景観上の問題が生じたため、現在は橋を登りきったところにあるヴィーナステラスに、鍵を取り付けるためのモニュメント（愛の鍵モニュメント）が置かれており、そこ以外に取り付けられた南京錠は撤去されることになっている。
諏訪山展望台は再度ドライブウェイに接続している。

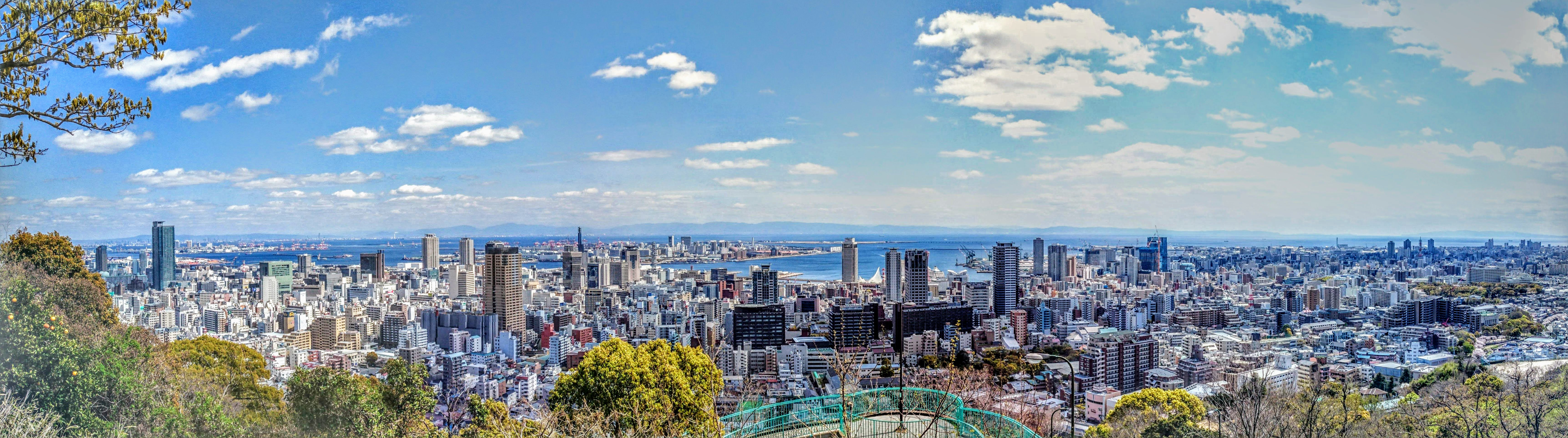
神戸市中央区にある諏訪山公園・ビーナスブリッジからの神戸市街地のパノラマ全景

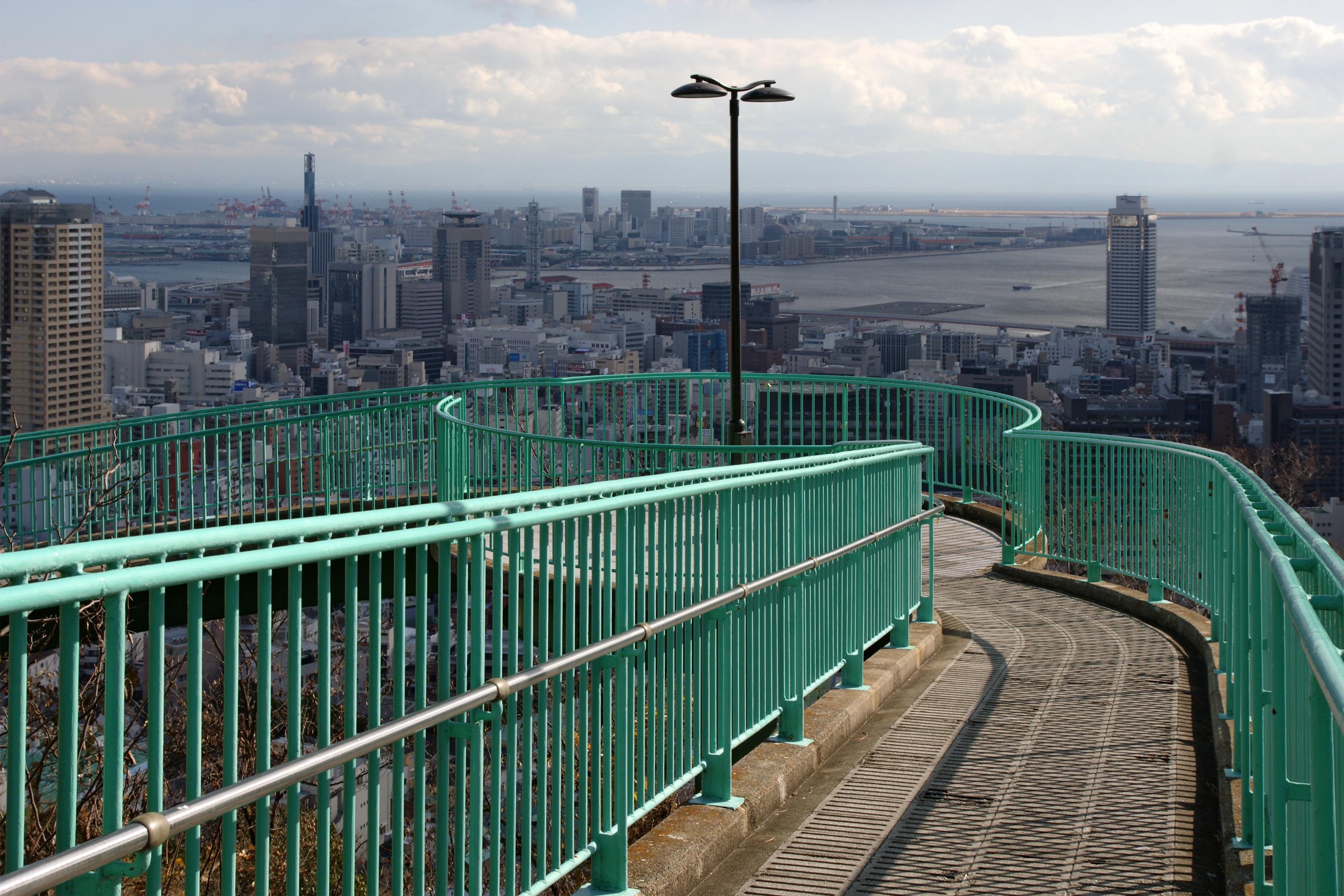
ブリッジ上より
ヴィーナステラスにある愛の鍵モニュメント

## 所在地
〒650-0006 兵庫県神戸市中央区諏訪山町

## 交通アクセス
- 神戸市バス7系統・「諏訪山公園下」徒歩10分、25系統「ビーナスブリッジ」徒歩1分。
- 神戸市営地下鉄山手線 県庁前駅 徒歩25分。
- JR神戸線 三ノ宮駅 から市バス10分、「諏訪山公園前」から徒歩15分。
- 再度山ドライブウェイ、神戸側入口から車で5分。

## 周辺情報
- 金星台
- 諏訪神社
- 北野町山本通
- 北野工房のまち
- 相楽園
- 兵庫県公館